# Lysionotus atropurpureus
Lysionotus atropurpureus là một loài thực vật có hoa trong họ Tai voi. Loài này được H. Hara mô tả khoa học đầu tiên năm 1973.